# Wohlriechender Lauch
Der Wohlriechende Lauch (Allium suaveolens), auch Duft-Lauch genannt, ist eine Pflanzenart aus der Gattung Lauch (Allium) in der Unterfamilie der Lauchgewächse (Allioideae) innerhalb der Pflanzenfamilie der Amaryllisgewächse (Amaryllidaceae). Die mittel- und südosteuropäische Lauchart ist eine Charakterart kalkreicher Feuchtwiesen. Ihre natürlichen Vorkommen gelten als gefährdet.

## Beschreibung

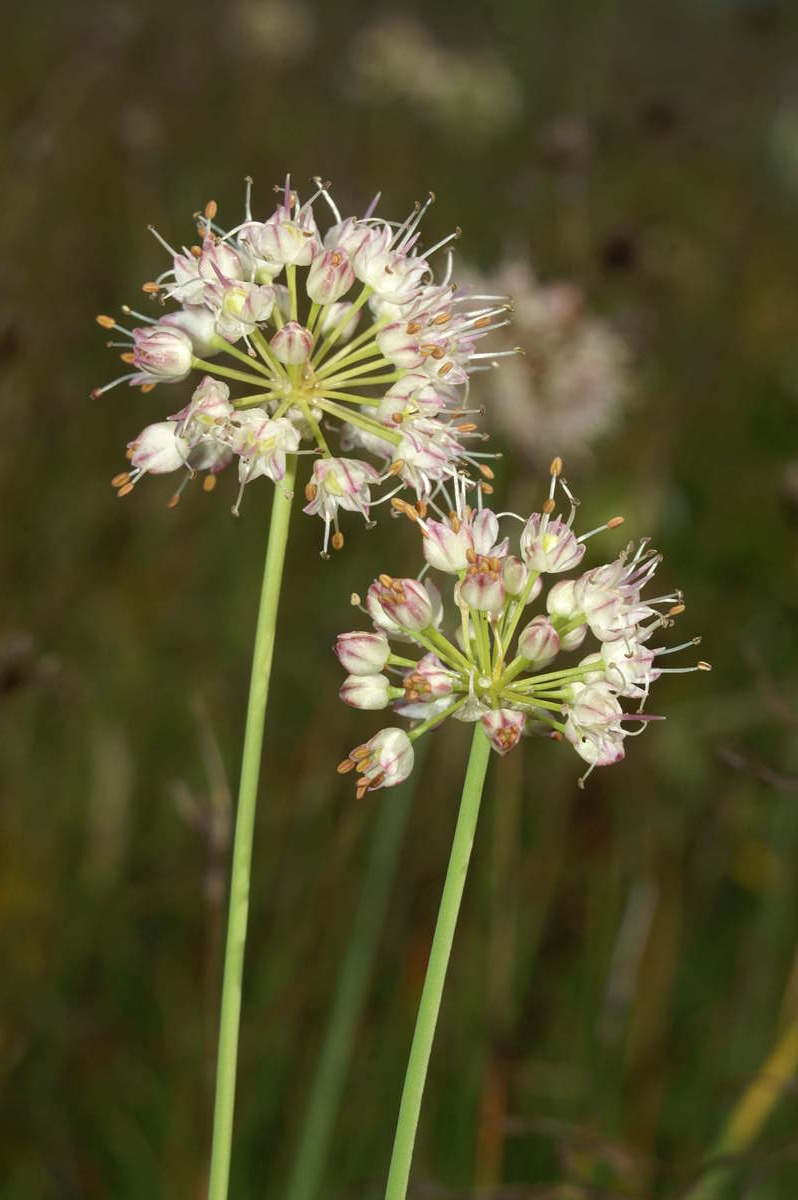
Blütenstände

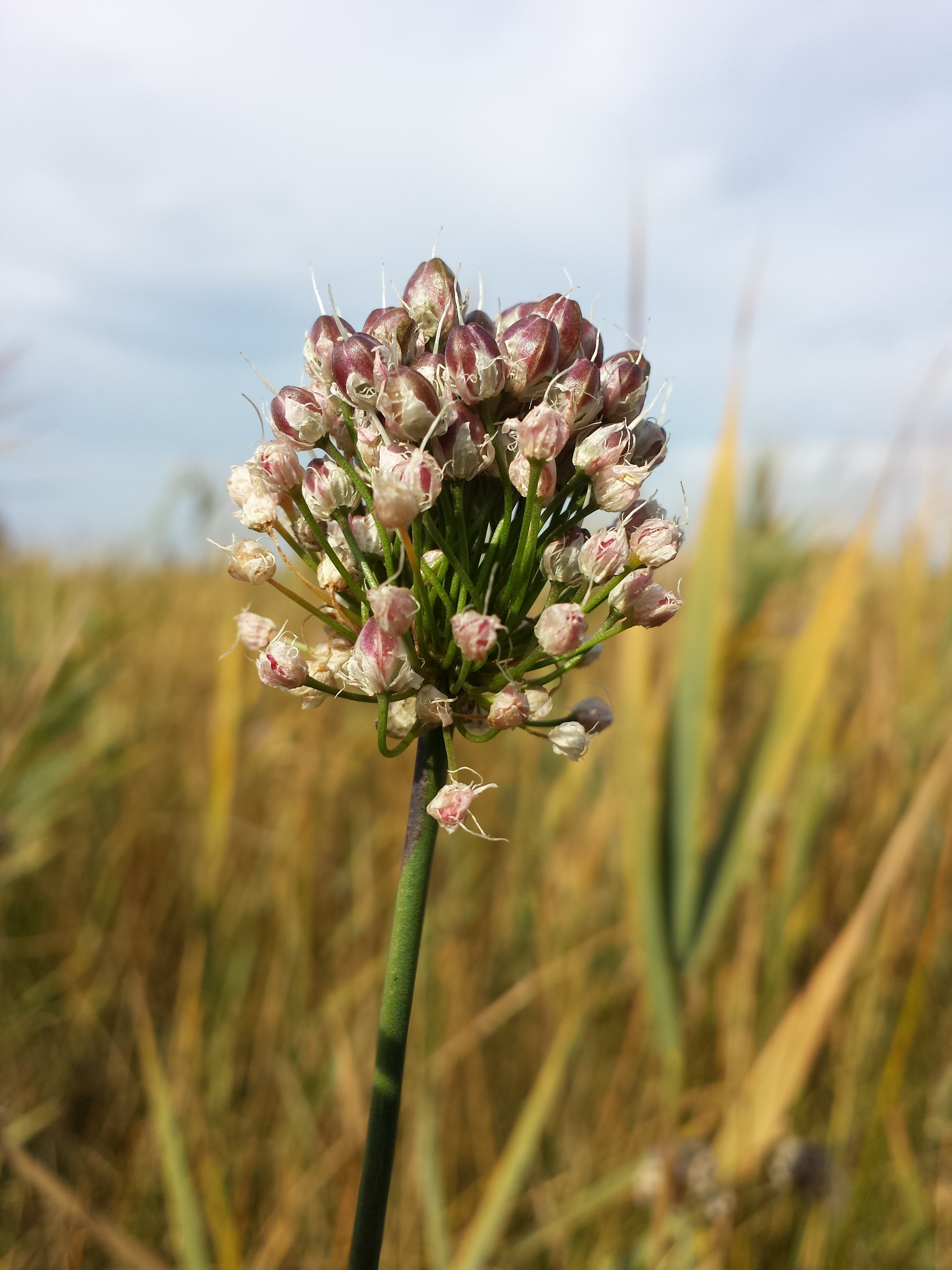
Reifender Fruchtstand

### Vegetative Merkmale
Der Wohlriechende Lauch ist eine ausdauernde krautige Pflanze, die Wuchshöhen von 20 bis 50 Zentimetern erreicht. Die zylindrischen, 1 bis 1,5 Zentimeter breiten Zwiebeln sitzen auf einem dicken, kurzen Rhizom und sind ganz oder unregelmäßig von parallelen, jedoch nicht netzartigen Fasern umschlossen. Die zwei bis fünf sommergrünen, flachen, etwas fleischigen, unterseits gekielten, rinnigen Laubblätter sind bei einer Länge von 4 bis 30 Zentimetern und einer Breite von 2 bis 3 Millimetern linealisch geformt und umhüllen das untere Drittel des Stängels. Die Pflanze verströmt bei Beschädigung einen typischen Lauchgeruch.

### Generative Merkmale
Die Blütezeit reicht von August bis September. Der aufrechte, schlanke, mehr oder weniger runde Blütenstandsschaft ist 20 bis 50 Zentimeter lang. Der fast kugelige doldige Blütenstand hat einen Durchmesser von 2 bis 3,5 Zentimetern und enthält viele Blüten, jedoch keine Brutzwiebeln. Die dauerhafte, zweiblättrige Doldenhülle ist kürzer als der Blütenstand.
Die zwittrige, eng glockige Blüte ist dreizählig und duftet süß. Die Blütenstiele sind 8 bis 20 Millimeter lang. Die Blütenhüllblätter sind 4 bis 5 Millimeter lang, 2 Millimeter breit, rosa-weiß bis blass-lila mit dunklerem Kiel. Sie werden deutlich (bis doppelt so weit) von einfachen, zahnlosen, weißen Staubblättern überragt, die von gelbbraunen Staubbeuteln gekrönt sind. Die inneren Staubblätter sind an der Basis allmählich verbreitert. Die drei Fruchtblätter sind zu einem oberständigen, eiförmigen, schwach kantigen Fruchtknoten verwachsen. Der Griffel ist ausgestreckt.

### Chromosomensatz
Die Chromosomengrundzahl beträgt x = 8; es tritt Diploidie mit einer Chromosomenzahl von 2n = 16 auf.

## Unterscheidung ähnlicher Arten
Der sehr ähnliche, südeuropäische Gelblichweiße Lauch (Allium ericetorum Thore) hat unterseits abgerundete Laubblätter, die den Stängel nur im unteren Fünftel umgeben. Der Blütenstand ist kleiner und dichter als beim Wohlriechenden Lauch und besteht aus 15 bis 40 gelblichweißen oder weißen Blüten mit kürzeren, nur 4 bis 10 Millimeter langen Blütenstielen. Außerdem besiedelt der Gelblichweiße Lauch eher Felsfluren und Trockenrasen.
Der eurasische Kantige Lauch (Allium angulosum L.) hat einen flacheren, halbkugeligen Blütenstand mit einem im oberen Teil scharfkantigen Stängel. Seine rosa-violetten Blüten haben kürzere Staubblätter, die die Blütenkrone nicht überragen. Er blüht bereits ab Juni und bevorzugt ebenfalls basenreiche, feuchte Standorte. Der südosteuropäische Schwarzrote Lauch (Allium atropurpureum Waldst. & Kit.) wird höher (bis 90 Zentimeter), hat ausschließlich grundständige Laubblätter und dunklere Blüten mit kürzeren Staubblättern, die die Blütenkrone nicht überragen. Er besiedelt sandige, eher trockene Ruderalstellen.

## Vorkommen und Gefährdung
Das Verbreitungsgebiet des Wohlriechenden Lauchs reicht von Nordostfrankreich über die Nordschweiz, das süddeutsche Alpenvorland, Oberitalien, Österreich, Ungarn und den westlichen Balkan bis nach Griechenland. Der Wohlriechende Lauch ist eine Charakterart der Pflanzengesellschaft Allio suaveolentis-Molinietum caeruleae. Dabei handelt es sich um „Duftlauch-Pfeifengraswiesen“ auf nassen, feuchten oder stark wechselfeuchten, kalk- und basenreichen Standorten des Hügel- und Berglandes.
Die Vorkommen des Wohlriechenden Lauchs sind sehr zerstreut, voneinander isoliert und leicht rückläufig. In Frankreich gibt es letzte Vorkommen im Elsass. In Deutschland gibt es individuenreiche Populationen im Alpenvorland westlich des Bodensees, in Oberschwaben und in den Flusstälern von Donau, Lech und Isar sowie im oberbayerischen Fünfseenland. In der Schweiz gibt es zerstreute Vorkommen im St. Galler Rheintal, in den Kantonen Schaffhausen und Thurgau am Bodensee und in den Regionen Oberglatt und Glattfelden im Kanton Zürich. In Österreich kommt die Art im Burgenland, in Niederösterreich und in Vorarlberg (Rheintal, Walgau) vor, gilt jedoch als sehr selten.
Der Wohlriechende Lauch ist in Deutschland auf der Roten Liste als „gefährdet“ (Kategorie 3) eingestuft. Mit dem bayerischen Hauptvorkommen trägt Deutschland eine besondere Verantwortung für den Erhalt der Bestände. Gefährdet sind die Bestände zum einen durch intensive Beweidung, zum anderen bei extensiver Nutzung durch Verbrachung und Konkurrenz durch hochwüchsige Pflanzen wie Land-Reitgras, Riesen-Goldrute und Schilf sowie durch fehlende oder zu frühe Herbstmahd. Zur Erhaltung der Bestände sollten die Wiesen nur einmal jährlich und erst Ende September oder Anfang Oktober gemäht werden, wenn die Samenreife erreicht ist. In der Schweiz werden seit 1989 durch Auspflanzungen und Ansaaten in geeigneten Biotopen neue Vorkommen gegründet.

## Systematik
Die Erstveröffentlichung von Allium suaveolens erfolgte 1789 durch Nikolaus Joseph von Jacquin in Collectanea, Band 2, S. 305. Das Artepithetum suaveolens bedeutet „wohl riechend“, „lieblich duftend“. Die Art Allium suaveolens gehört zur Sektion Daghestanica (Tscholok.) N.Friesen der Untergattung Polyprason Radić in der Gattung Allium. Allium suaveolens ist eng verwandt mit Allium ericetorum. Synonyme von Allium suaveolens sind Allium appendiculatum Ramond ex Pers. und Allium serotinum Lapeyr..

## Verwendung
Der Wohlriechende Lauch wird gelegentlich als Zierpflanze verwendet. Mit seiner späten, duftenden Blüte und seinem schlanken Wuchs gilt er als attraktive Wildstaude, wenn er in kleinen Gruppen dicht gepflanzt wird. Er eignet sich gut für Ufersäume von Gartenteichen, Gräben und Versickerungsflächen in Kombination mit anderen Feuchtwiesenpflanzen wie Blaues Pfeifengras, Hohe Schlüsselblume, Sibirische Schwertlilie, Großer Wiesenknopf, Trollblume, Färber-Scharte, Schwalbenwurz-Enzian, Teufelsabbiss und Sumpf-Siegwurz.
Der Wohlriechende Lauch kommt auch in frischen bis feuchten Alpinarien zwischen Felsen gut zur Geltung und ist eine Bereicherung für Kräutergärten. Die Blätter und Blüten sind essbar und können ähnlich wie Schnittlauch verwendet werden. Hinsichtlich der Bodenansprüche ist der Wohlriechende Lauch flexibel, solange die Bodenreaktion nicht in den sauren Bereich fällt. Er verträgt auch zeitweilig trockene Standorte. Wichtig ist ein sonniger Standort, der nur von niedrigen Pflanzen umgeben ist. Der Wohlriechende Lauch ist winterhart bis −40 °C (Zone 3).